# Waschhaus (Olching)

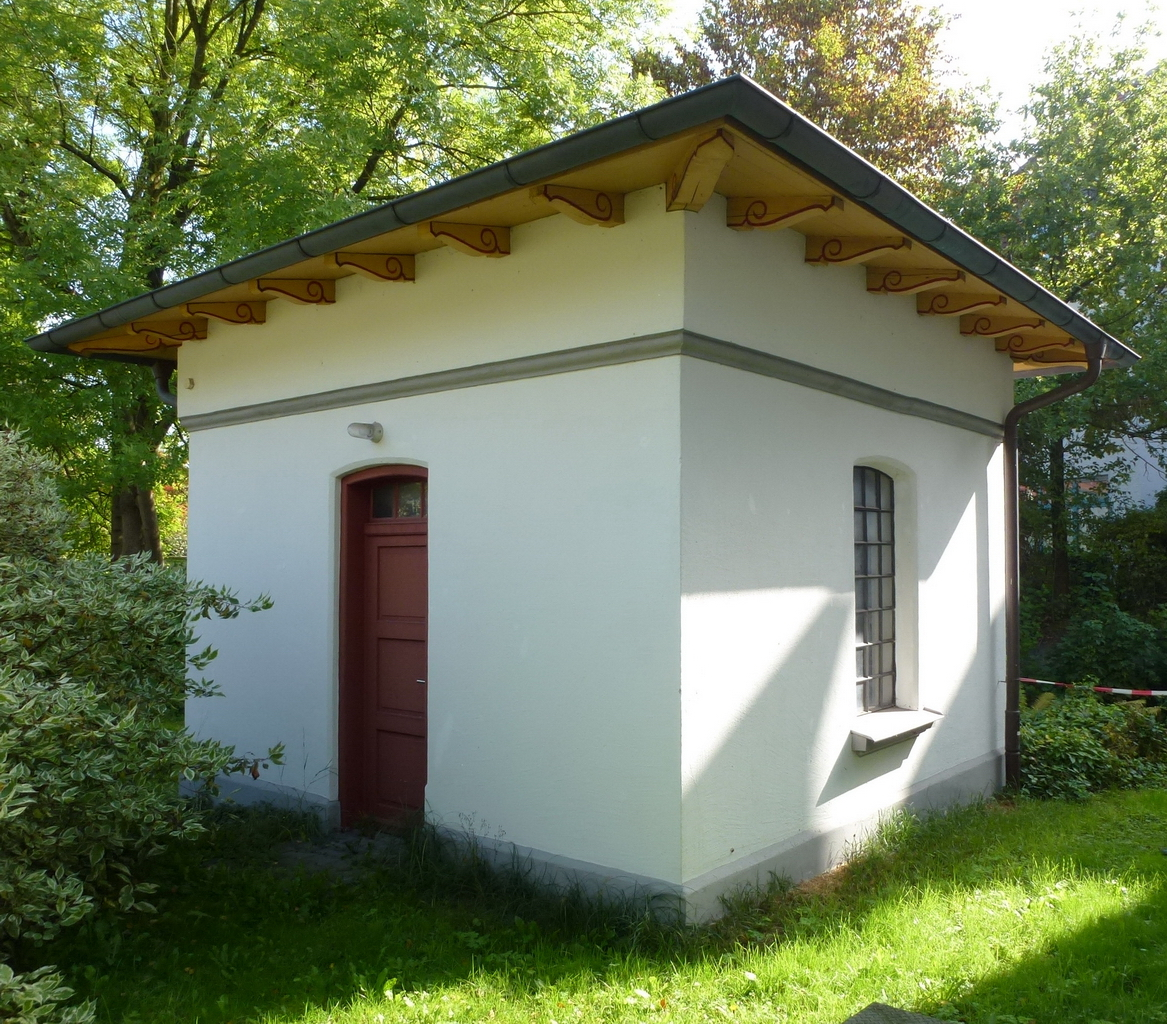
Waschhaus in Olching

Das Waschhaus in Olching, einer Stadt im oberbayerischen Landkreis Fürstenfeldbruck, wurde 1878 errichtet. Das Waschhaus an der Hauptstraße 70 ist ein geschütztes Baudenkmal.
Der kubische Bau gehörte zum Kraftwerk der ehemaligen München-Dachauer Papierfabrik.